# 紫色 (紋章學)

法國城市羅亞爾河畔莫沃的紋章使用了紫色

在紋章學中，紫色（Purpure）是五種原色之一（另外四種是藍色、黑色、綠色、紅色）。紫色很早就在紋章學中出現，但是並未像其它顏色一樣普及，因此有觀點認為紫色並非常用顏色。紫色被認為是帝王的顏色。 

## 外部連結
- Heraldica.org: （页面存档备份，存于） Purpure, discussion based on Michel Pastoureau, Traité d'Héraldique.
- Red vs. Purple Lions （页面存档备份，存于）